# Меллентин, Хорст фон
Хорст фон Меллентин (нем. Horst von Mellenthin; 31 июля 1898 — 8 января 1977) — немецкий офицер, участник Первой и Второй мировых войн, генерал артиллерии, кавалер Рыцарского креста с Дубовыми листьями.

## Первая мировая война
В январе 1915 года поступил на военную службу фанен-юнкером (кандидат в офицеры) в артиллерийский полк. С июня 1915 года — лейтенант. Командовал батареей. Награждён Железными крестами обеих степеней.

## Между мировыми войнами
Продолжил службу в рейхсвере. К началу Второй мировой войны — в штабе командования сухопутных сил, подполковник.

## Вторая мировая война
С марта 1941 года — полковник.
С мая 1943 года — участвовал в германо-советской войне, командир пехотного полка на северном участке Восточного фронта. В июле 1943 года — награждён планками к Железным крестам обеих степеней (повторное награждение), с 15 июля по 6 августа и с 20 августа до 1 сентября 1943 года командовал 23-й пехотной дивизией. С декабря 1943 года — командир 205-й пехотной дивизии, генерал-майор.
В марте 1944 года — награждён Золотым немецким крестом. С июля 1944 — генерал-лейтенант. В октябре 1944 года — награждён Рыцарским крестом (за бои в Латвии).
С 20 апреля 1945 года — командующий 8-м армейским корпусом, генерал артиллерии. Награждён Дубовыми листьями к Рыцарскому кресту.
В конце войны он был командующим генералом 11-го Армейского корпуса в Верхней Силезии и с 20 апреля 1945 командующим 8-го армейского корпуса, с помощью которого он защищал проходы Крконоше. Он капитулировал со своими подразделениями перед американцами и спас их от советского пленения.
После его освобождения из американского плена Меллентин работал в организации Гелена и с 1956 года в посольстве Германии в Вашингтоне.
Хорст фон Меллентин умер 8 января 1977 года в Висбадене, где он был похоронен с военными почестями.

## Награды
- Железный крест 2-го класса (22 августа 1915) (Королевство Пруссия)
- Железный крест 1-го класса (29 мая 1917) (Королевство Пруссия)
- Нагрудный знак «За ранение» чёрный (1918)
- Почётный крест Первой мировой войны 1914/1918 с мечами
- Медаль «За выслугу лет в вермахте» с 4-го по 2-й класс
- Пряжка к Железному кресту 2-го класса (15 июля 1943)
- Пряжка к Железному кресту 1-го класса (26 июля 1943)
- Нагрудный знак «За ранение» в серебре
- Немецкий крест в золоте (25 марта 1944)
- Рыцарский крест Железного креста с дубовыми листьями
  - рыцарский крест (10 октября 1944)
  - дубовые листья (№ 815) (4 апреля 1945)
- Упоминание в Вермахтберихт 20 сентября 1944 и 27 декабря 1944
- Орден «За заслуги перед Федеративной Республикой Германия» командорский крест (1964)